# Skynet (Terminator)
Skynet is een fictief zelfdenkend computernetwerk uit de Terminator-franchise. In deze franchise is Skynet de primaire antagonist.
Skynet is een fictief voorbeeld van kunstmatige intelligentie die zelfbewust wordt, en zich tegen zijn scheppers keert. Skynet wordt in de films en de televisieserie enkel genoemd, maar verschijnt wel geregeld in beeld in de computerspellen uit de franchise, en in de attractie T2 3-D: Battle Across Time.

## Tijdlijn
Daar de tijdlijn in de Terminator-franchise een paar keer verandert door toedoen van Terminators uit de toekomst, kent Skynet meerdere achtergronden.

### The Terminator (oorspronkelijke tijdlijn)
Skynet wordt in de originele tijdlijn eind 20e eeuw gemaakt door Cyberdyne Systems. Skynet is het nieuwe defensieve netwerkcomputer van Amerika, dat voor militaire doeleinden zal worden gebruikt. Skynet wordt verbonden aan alle militaire systemen en zal volledig autonoom werken. Echter, zonder medeweten van de makers, wordt Skynet zelfbewust. Wanneer het systeem wordt geactiveerd, neemt het de controle over het gehele nucleaire arsenaal van het Amerikaanse leger. Wanneer Skynet zich realiseert dat de mens het grootste gevaar vormt voor zichzelf, begint het een campagne om de mensheid uit te roeien.
Eerst begint Skynet met een nucleaire oorlog op de mensheid. Deze eerste aanval met kernwapens doodt een groot deel van de wereldbevolking en vernietigd hun leefgebied tot ruïnes. Vervolgens begint Skynet met de overlevenden op te sporen en uit te roeien met behulp van geavanceerde robots die Terminators worden genoemd. Deze Terminators vangen de meeste mensen in concentratiekampen, waar massale uitroeiing plaatsvindt. Skynet verbetert de Terminators voortdurend, wat uiteindelijk leidt tot de ontwikkeling van de T-800-type Terminators. Deze types Terminators zijn bedekt met een organische huid, wat hun infiltratie onder mensen makkelijker maakt.
Een man genaamd John Connor weet een succesvolle verzetsgroep op te zetten tegen Skynet. Deze groep steelt Skynets eigen technologie, en begint hiermee de tegenaanval. Skynet wordt zo goed als verslagen. Skynet heeft echter de beschikking over een tijdmachine, waarmee Skynet een T-800 terug in de tijd stuurt om de moeder van John Connor, Sarah Connor, te doden voordat John kan worden geboren. John Connor en zijn soldaten komen de tijdmachine echter ook op het spoor. Zij sturen soldaat Kyle Reese terug in de tijd om Sarah Connor te beschermen. De tijdmachine wordt daarna onmiddellijk vernietigd, zodat niemand hem meer kan gebruiken.
Aangekomen in het verleden neemt Kyle Reese contact op met Sarah en probeert hij de T-800 zo veel mogelijk van haar vandaan te houden. De T-800 faalt uiteindelijk in zijn missie en wordt vernield in een machinepers van een fabriek. Alleen zijn arm en zijn CPU blijven nog intact over in de fabriek. Heel toevallig blijkt dit de fabriek van Cyberdyne te zijn.

### Terminator 2: Judgment Day
In de film Terminator 2: Judgment Day stuurt Skynet een T-1000 naar het verleden om John Connor te vermoorden als kind. Ditmaal stuurt het verzet een geherprogrammeerde T-800 terug om John te beschermen. In de film blijkt dat Cyberdyne in bezitting is gekomen van de arm en de CPU van de vorige Terminator. De onderzoekers van de onderzoeksafdeling van Cyberdyne hebben de defecte CPU van de terminator uitvoerig bestudeerd en gebruiken reverse engineering om zelf een revolutionair nieuw type CPU te ontwikkelen.
Sarah Connor wil meer weten over de oorsprong van Skynet en vraagt de T-800 om informatie hierover. De T-800 verteld haar, dat Dr. Miles Bennett Dyson, de directeur van speciale projecten voor Cyberdyne, verantwoordelijk is voor de ontwikkeling van Skynet. Hij zal over een paar maanden een revolutionaire microprocessor (CPU) ontwikkelen. Drie jaar later zal Cyberdyne de grootste leverancier van militaire computersystemen worden. Alle stealth-bommenwerpers zullen worden geüpgraded met Cyberdyne-computers, waardoor ze volledig onbemand zijn en perfect werken. Een wetsvoorstel voor Skynet-financiering zal worden aangenomen in het Amerikaanse Congres en het systeem zal online gaan op 4 augustus 1997, waardoor menselijke beslissingen uit de strategische verdediging worden verwijderd. Skynet zal in een exponentieel tempo beginnen te leren en zal uiteindelijk zelfbewust worden om 2:14 uur 's nachts op 29 augustus 1997. In paniek zullen ze proberen de stekker eruit te trekken. Skynet reageert door een nucleaire aanval op Rusland uit te voeren, wetende dat Rusland terug zal vuren en zo Skynets vijanden in Amerika zal uitschakelen.
Sarah zoekt Dyson vervolgens op in zijn woonhuis om hem te vermoorden, maar wordt daar net op tijd van weerhouden door John en de T-800. De T-800 weet daarna Dyson te overtuigen om zijn werk te vernietigen, voordat Skynet gebouwd kan worden. Samen met Dyson dringen ze het bedrijfsgebouw van Cyberdyne binnen en vernietigen het onderzoekslaboratorium van Dyson. De arm en de beschadigde CPU van de vorige terminator, die bij Cyberdyne in het geheim bewaard werden, worden hierbij door hun buit gemaakt. Ondertussen is de politie gewaarschuwd en zit hun op de hielen.
Omdat de T-1000 geïnfiltreerd is in de politie, komt hij hun op het spoor, waarna een uitgebreid gevecht volgt. De T-1000 wordt uiteindelijk vernietigd in een metaalgieterij, doordat het in een put met gesmolten metaal valt. Daar vernietigt John ook de buitgemaakte arm en CPU door die in diezelfde put te gooien. De T-800 pleegt vervolgens zelfmoord door ook de put in te gaan, om te voorkomen dat zijn chip in de toekomst gebruikt kan worden om Skynet te bouwen. Daarmee wordt de originele oorsprong van Skynet onmogelijk gemaakt en de komst van Skynet klaarblijkelijk voorkomen.
Doordat Skynet de T-1000 naar het verleden stuurde, is er waarschijnlijk een parallelle tijdlijn veroorzaakt. De geherprogrammeerde T-800, zonder wie John vermoord was geweest (waaruit blijkt dat de T-1000 sowieso niet zonder de T-800 in de originele tijdlijn had kunnen voorkomen), geeft Sarah namelijk de informatie waarmee zij de toekomst kan redden.

### Terminator 3: Rise of the Machines
In de film Terminator 3: Rise of the Machines blijkt dat de vernietiging van Cyberdyne de komst van Skynet enkel heeft vertraagd. In deze nieuwe tijdlijn is Skynet niet langer een product van Cyberdyne, maar van de Amerikaanse krijgsmacht. Deze heeft na de vernietiging van Cyberdyne het project nieuw leven ingeblazen als Cyber Research Systems. Ook ditmaal wordt in de toekomst het verzet geleid door John Connor. Hoewel een Terminator er uiteindelijk in slaagt John te doden, wil Skynet toch voorkomen dat het verzet een gevaar zal gaan vormen. Daarom stuurt Skynet een T-X terug in de tijd om de kern van John Connors staf te vermoorden voor Judgement day begint. Het verzet stuurt een T-850 om John Connor en zijn toekomstige vrouw Kate Brewster te beschermen.
In deze versie is Skynet lange tijd niet actief, maar ontwikkelt nog voor activering al een eigen bewustzijn. Daar hij geen controle kan krijgen over het Amerikaanse wapenarsenaal zolang hij niet volledig is geactiveerd, creëert Skynet een computervirus en laat dit los op de computers van defensie en het algemene internet als voorbode voor de aanval. Generaal Robert Brewster, de vader van Kate Brewster, houdt als militair officier toezicht op de ontwikkeling van Skynet. Hij krijgt van zijn baas de opdracht om iets tegen het virus te doen. Niet wetend dat Skynet achter dit virus zit, activeert hij Skynet in de hoop dat deze het virus kan vernietigen. Net op dat moment arriveren John, Kate en de T-850 op de militaire basis van Kate's vader. Ze zijn getuige van Skynets activering, maar ze kunnen dit niet voorkomen.
De aanval vindt plaats zoals verwacht. Skynet neemt meteen bezit van het wapenarsenaal. Met de hulp van de T-X laat Skynet de T-1 robots op de militaire basis activeren om al het personeel te vermoorden. Vlak voordat Kate's vader dood gaat, raadt hij John en Kate aan om naar Crystal Peak te gaan. Daar aangekomen doet de T-X een laatste poging om John en Kate te doden. Ze worden beschermd door de T-850, die zich samen met de T-X laat opblazen. Crystal Peak blijkt een fall-out-schuilkelder te zijn voor een eventuele kernoorlog. Crystal Peak blijkt tevens te functioneren als commandocentrum. Vanuit enkele militaire bases wordt via radio om hulp gevraagd. John brengt iedereen op de hoogte van de situatie. Terwijl Skynet de atoombommen lanceert als aanval op de mensheid, zitten John en Kate veilig in de schuilkelder. John onthult aan het einde van de film, dat Skynet niet bestaat uit een fysiek systeemcore maar uit software in cyberspace.

### Terminator Salvation
De film Terminator Salvation speelt zich af in de toekomst, wanneer het verzet de strijd voert met Skynet. Het is het enige deel waarin tijdreizen geen rol speelt. Skynet is voortgekomen uit het militaire programma dat in T3 misliep, maar put tevens kennis uit de biologische antropologie om de Terminators zo veel mogelijk op de mens te laten lijken, teneinde ze geschikter te maken voor hun doel: infiltratie. Zo heeft een begin jaren 00 gehouden onderzoek naar de bestrijding van kanker direct bijgedragen aan de ontwikkeling van de T-800.
Het is Skynet niet gelukt de gehele wereld te veroveren. Enkele gebieden zijn in handen van het verzet en de Terminators laten zich hier zelden zien. Het verzet heeft wapentuig in handen weten te houden waarmee het aanvallen uitvoert op de gebieden waar Skynet wel heerst. Zo worden A-10's gebruikt voor luchtsteun en aanvallen op zowel gronddoelen als Hunter-Killers en worden UH-1's en V-22's ingezet voor troepentransport.
In de strijd met het verzet activeerde Skynet Marcus Wright, een humanoïde terminator. Als terdoodveroordeelde doneerde Marcus in 2003 zijn lichaam aan een Cyberdyne-project dat werd geleid door de briljante, maar terminaal zieke Dr. Serena Kogan. Na Wrights dood door een dodelijke injectie werd hij getransformeerd tot een menselijke cyborg, met een menselijk hart en brein. Skynet ontwikkelde het plan om hem te gebruiken als infiltratie-eenheid. Er werd een Skynet-chip geïnstalleerd aan de basis van zijn schedel en hij werd geprogrammeerd om John Connor te lokaliseren en hem naar een Skynet-faciliteit te lokken, alwaar een Terminator John opwachtte om hem te vermoorden. De programmering werkte op een onderbewust niveau, waardoor Marcus zelf niet de gaten had, dat hij voor dat doel was ingezet door Skynet.
Skynet creëerde ook een signaal dat zogenaamd in staat was om zijn machines te deactiveren en lekte het bestaan ervan naar het verzet. De leider van het verzet, generaal Ashdown, probeerde het signaal te gebruiken om de verdediging van de Californische Skynet-basis uit te schakelen. Het signaal stelde een Hunter-Killer echter in staat om het commandocentrum van het verzet op te sporen en te vernietigen. Alle andere takken van het verzet hadden Connors smeekbede om zich terug te trekken gehoord en gehoorzaamd, dus fysiek ging slechts een klein deel van het verzet verloren aan de aanval van Skynet. Aangezien alle leiders van het verzet omgekomen zijn, neemt John de volledige leiding van het verzet over.
Marcus ontdekte wat hij was geworden en waarvoor hij was geprogrammeerd. Hij ging daarna naar Skynets San Franciscan-basis en infiltreert zich naar binnen. Marcus Wright kwam Skynet daar tegen op een monitor die zich vervolgens manifesteert als verschillende gezichten uit zijn leven, voornamelijk die van Serena Kogan. Vervolgens kwam hij woedend in opstand tegen Skynet en rukte de besturingshardware uit de basis van zijn schedel. Nadat hij aan de invloed van zijn maker was ontsnapt, redde hij samen met Connor en Reese de overgebleven menselijke gevangenen en vernietigde hij Skynets San Franciscan-basis. Hoewel het een belangrijke overwinning was, bleef het grootste deel van Skynets wereldwijde netwerk intact.